# Sherida Spitse
Sherida Spitse (prononcé en néerlandais : [ʃeːˈridaː ˈspɪtsə][ʃeːˈridaː ˈspɪtsə]), née le 29 mai 1990, est une joueuse de football internationale néerlandaise.
Elle joue comme milieu de terrain au Ajax Amsterdam, aux Pays-Bas, et compte plus de cent sélections avec l'équipe nationale, avec laquelle elle a débuté en 2006.

## Carrière

### Club
Spitse joue successivement pour le SC Heerenveen (2007-2012), le FC Twente (2012-2014) et le LSK Kvinner FK, en Norvège. Ce dernier transfert est le premier payant dans l'histoire du football féminin aux Pays-Bas,,.
Spitse remporte pendant chacune de ses trois saisons en Norvège le championnat et la coupe nationale.
En 2017 elle fait son retour à Twente.

### Équipe nationale
Spitse débute sur la scène internationale en août 2006 face à l'Angleterre (défaite 0-4). À l'époque, elle a 16 ans et joue encore dans une équipe masculine, au VV Sneek.
Elle a par la suite participé avec sa sélection aux championnats d'Europe de 2009, 2013 et 2017, ainsi qu'à la Coupe du monde de 2015. En 2017, elle remporte l'Euro en marquant un des quatre buts de son équipe en finale face au Danemark (4-2). Elle est sélectionnée avec quatre compatriotes dans l'équipe-type du tournoi.
Statistiques : 

## Statistiques détaillées
| Saison                | Club                  | Championnat           | Championnat | Championnat | Coupe(s) nationale(s) | Coupe(s) nationale(s) | Supercoupe | Supercoupe | Compétition(s) continentale(s) | Compétition(s) continentale(s) | Compétition(s) continentale(s) | Total | Total |
| Saison                | Club                  | Division              | M.          | B.          | M.                    | B.                    | M.         | B.         | Comp.                          | M.                             | B.                             | M.    | B.    |
| 2007-2008             | SC Heerenveen         | Eredivisie            | 20          | 3           |                       |                       | -          | -          | -                              | -                              | -                              | 20    | 3     |
| 2008-2009             | SC Heerenveen         | Eredivisie            | 24          | 5           |                       |                       | -          | -          | -                              | -                              | -                              | 24    | 5     |
| 2009-2010             | SC Heerenveen         | Eredivisie            | 17          | 0           |                       |                       | -          | -          | -                              | -                              | -                              | 17    | 0     |
| 2010-2011             | SC Heerenveen         | Eredivisie            | 21          | 2           |                       |                       | -          | -          | -                              | -                              | -                              | 21    | 2     |
| 2011-2012             | SC Heerenveen         | Eredivisie            | 18          | 3           |                       |                       | -          | -          | -                              | -                              | -                              | 18    | 3     |
| Sous-total            | Sous-total            | Sous-total            | 100         | 13          |                       |                       | -          | -          | -                              | -                              | -                              | 100   | 13    |
| 2012-2013             | FC Twente             | BeNe Ligue            | 25          | 16          |                       |                       | -          | -          | -                              | -                              | -                              | 25    | 16    |
| 2013                  | FC Twente             | BeNe Ligue            | 13          | 10          |                       |                       | -          | -          | C1                             | 3                              | 0                              | 16    | 10    |
| Sous-total            | Sous-total            | Sous-total            | 38          | 26          |                       |                       | -          | -          | -                              | 3                              | 0                              | 41    | 26    |
| 2014                  | LSK Kvinner           | Toppserien            | 22          | 2           | 4                     | 2                     | -          | -          | -                              | -                              | -                              | 26    | 4     |
| 2015                  | LSK Kvinner           | Toppserien            | 21          | 4           | 5                     | 2                     | -          | -          | C1                             | 4                              | 0                              | 30    | 6     |
| 2016                  | LSK Kvinner           | Toppserien            | 22          | 10          | 5                     | 1                     | -          | -          | C1                             | 2                              | 0                              | 29    | 11    |
| Sous-total            | Sous-total            | Sous-total            | 65          | 16          | 14                    | 5                     | -          | -          | -                              | 6                              | 0                              | 85    | 21    |
| 2017                  | FC Twente             | Eredivisie            | 13          | 5           |                       |                       | -          | -          | -                              | -                              | -                              | 13    | 5     |
| 2017                  | FC Twente             | Eredivisie            | 10          | 3           |                       |                       | -          | -          | -                              | -                              | -                              | 10    | 3     |
| Sous-total            | Sous-total            | Sous-total            | 23          | 8           |                       |                       | -          | -          | -                              | -                              | -                              | 23    | 8     |
| 2018                  | Vålerenga             | Toppserien            | 22          | 9           | 3                     | 0                     | -          | -          | -                              | -                              | -                              | 25    | 9     |
| 2019                  | Vålerenga             | Toppserien            | 21          | 3           | 5                     | 1                     | -          | -          | -                              | -                              | -                              | 26    | 4     |
| 2020                  | Vålerenga             | Toppserien            | 18          | 3           | 4                     | 2                     | -          | -          | C1                             | 2                              | 0                              | 24    | 5     |
| Sous-total            | Sous-total            | Sous-total            | 61          | 15          | 12                    | 3                     | -          | -          | -                              | 2                              | 0                              | 75    | 18    |
| 2021                  | Ajax Amsterdam        | Eredivisie            | 11          | 0           | 2+3                   | 0                     | -          | -          | C1                             | 0                              | 0                              | 16    | 0     |
| 2021-2022             | Ajax Amsterdam        | Eredivisie            | 24          | 2           | 4+3                   | 0                     | -          | -          | -                              | -                              | -                              | 31    | 2     |
| 2022-2023             | Ajax Amsterdam        | Eredivisie            | 20          | 5           | 1+3                   | 0+1                   | 1          | 0          | C1                             | 4                              | 0                              | 29    | 6     |
| 2023-2024             | Ajax Amsterdam        | Eredivisie            | 22          | 4           | 3+1                   | 1                     | 1          | 0          | C1                             | 10                             | 2                              | 37    | 7     |
| 2024-2025             | Ajax Amsterdam        | Eredivisie            | 3           | 0           | 0                     | 0                     | 1          | 0          | C1                             | 2                              | 0                              | 6     | 0     |
| Sous-total            | Sous-total            | Sous-total            | 80          | 11          | 20                    | 2                     | 3          | 0          | -                              | 16                             | 2                              | 119   | 15    |
| Total sur la carrière | Total sur la carrière | Total sur la carrière | 367         | 89          | 46                    | 10                    | 3          | 0          | -                              | 27                             | 2                              | 443   | 101   |

## Vie personnelle
Spitse et sa petite amie Jolien van der Tuin ont eu un premier enfant en avril 2017.

## Les honneurs
Le FC Twente
- Championnat de Belgique et des Pays-Bas (2): 2012-2013, 2013-2014

LSK Kvinner
- Championnat de Norvège (3): 2014, 2015, 2016
- Coupe de Norvège (3): 2014, 2015, 2016